# Andrew J. Cole
Pour les articles homonymes, voir Cole.
Andrew Jordan Cole (né le 5 janvier 1992 à Winter Springs, Floride, États-Unis) est un lanceur droitier qui a joué dans la Ligue majeure de baseball de 2015 à 2021 avant de signer pour les Tokyo Yakult Swallows.

## Carrière
Joueur à l'école secondaire d'Oviedo (Floride), A. J. Cole est repêché au 4e tour de sélection par les Nationals de Washington en 2010. Il est échangé deux fois avant de terminer son parcours vers le baseball majeur. Le 23 décembre 2011, les Nationals l'envoient aux Athletics d'Oakland avec  le lanceur gaucher Tommy Milone, le lanceur droitier Brad Peacock et le receveur Derek Norris, en retour du lanceur partant gaucher Gio Gonzalez et du lanceur droitier des ligues mineures Robert Gilliam . Après une seule saison dans les mineures avec un club-école des Athletics, Cole retourne aux Nationals. Cette transaction implique trois équipes : le 16 janvier 2013, Oakland transfère Cole, le lanceur droitier Blake Treinen et le gaucher Ian Krol à Washington, tandis que les Nationals cèdent le voltigeur Michael Morse aux Mariners de Seattle et que ces derniers envoient le receveur John Jaso aux Athletics.
En 2013, Baseball America considère A. J. Cole le deuxième meilleur lanceur d'avenir appartenant aux Nationals de Washington. Le 14 juillet 2013, il participe au match des étoiles du futur présenté au Citi Field de New York où, amené dans le match avec deux retraits à effectuer, il protège la victoire de 4-2 de l'équipe de jeunes étoiles des États-Unis. Il gradue au niveau Triple-A des ligues mineures en 2014.
A. J. Cole fait ses débuts dans le baseball majeur le 28 avril 2015 lorsqu'il est lanceur partant pour Washington face aux Braves d'Atlanta. Cet événement est toutefois rapidement gâché puisqu'il accorde 9 points, dont 4 mérités, sur 9 coups sûrs en seulement deux manches lancées.